# Висарион Смоленски
 Тази статия е за епископа от XXI век.  За православния светец вижте Висарион Смоленски (светец).  За църквата в Смолян вижте Свети Висарион Смоленски (Смолян).
Висарион е български православен духовник, смоленски епископ на Българската православна църква от 21 февруари 2021 година, втори викарий на Пловдивската епархия.

## Биография
Роден на 6 юли 1971 година в град Пещера, България, със светското име Георги Павлов Гривов. Завършва основното си образование завършва в ОУ „Св. Климент Охридски“ в Пещера, а средното в Пазарджик. През учебната 1994/1995 година завършва двугодишния курс на Софийската духовна семинария „Св. Йоан Рилски“. В 2002 година завършва Православния богословски факултет на Великотърновския университет „Св. св. Кирил и Методий“.
Постриган е за монах на 4 ноември 2002 година в манастира „Света Троица“ на Кръстова гора и ръкоположен за йеродякон на 25 ноември и за йеромонах на 27 ноември 2002 година от митрополит Арсений Пловдивски. Духовен старец му е митрополит Игнатий Плевенски. На 1 април 2004 година е назначен за игумен на манастира „Света Троица“ на Кръстова гора. На 26 юли 2007 година митрополит Николай Пловдивски го отличава с офикията архимандрит. На 1 юни 2010 година е назначен за архиерейски наместник на Смолянската духовна околия.
По предложение на митрополит Николай, на 16 февруари Светият синод единодушно нарича архимандрит Висарион за смоленски епископ. На 21 февруари 2021 година в митрополитския храм „Света Марина“ в Пловдив архимандрит Висарион е ръкоположен за смоленски епископ. Ръкополагането е извършено от митрополит Николай Пловдивски в съслужение с митрополитите Гавриил Ловчански, Антоний Западно и Средноевропейски, Йоан Варненски и Великопреславски, Киприан Старозагорски, Даниил Видински, Яков Доростолски и епископите Герасим Мелнишки, главен секретар на Светия синод, Сионий Велички, игумен на Бачковския и Троянския манастир, Поликарп Белоградчишки, викарий на патриарх Неофит Български и Арсений Знеполски, първи викарий на пловдивския митрополит. В богослужението взимат съучастие и представителите на Румънската патриаршия в България иконом Нелуц Опря и на Руското подворие в България архимандрит Васиан Змеев, както и десетки клирици от различни епархии.